# Olof Werling Melin
Olof Werling Melin (ur. 1861, zm. 1940) – szwedzki wynalazca systemu stenografii.

## Publikacje
- Melin, O.W. (1892). Förenklad snabbskrift. Stockholm. (Pierwsza publikacja stenografii Melina).[2]
- Melin, O.W. (1927). Stenografiens historia, första delen. Stockholm.
- Melin, O.W. (1929). Stenografiens historia, andra delen. Stockholm.